# Antti Laaksonen
Antti Akseli Laaksonen (* 3. Oktober 1973 in Tammela) ist ein ehemaliger finnischer Eishockeyspieler, der in seiner aktiven Zeit von 1990 bis 2010 unter anderem für die Boston Bruins, Minnesota Wild und Colorado Avalanche in der National Hockey League gespielt hat.

## Karriere
Antti Laaksonen begann seine Karriere als Eishockeyspieler bei FPS Forssa, für die er von 1990 bis 1993 in der I divisioona aktiv war. Die Saison 1992/93 beendete er bei HPK Hämeenlinna aus der SM-liiga, mit dem er Vizemeister wurde. Anschließend spielte er vier Jahre lang für die Eishockeymannschaft der University of Denver, ehe er im NHL Entry Draft 1997 in der achten Runde als insgesamt 191. Spieler von den Boston Bruins ausgewählt wurde. Für deren Farmteam, die Providence Bruins, spielte er in der Saison 1997/98 ebenso in der American Hockey League, wie für die Charlotte Checkers aus der East Coast Hockey League. In der folgenden Spielzeit gewann der Angreifer mit Providence den Calder Cup und gab für Boston sein Debüt in der National Hockey League.
Nach drei Jahren im Franchise der Boston Bruins, verließ Laaksonen diese 2000 und stand die folgenden vier Jahre für deren Ligarivalen, die Minnesota Wild, auf dem Eis. Während des Lockout in der NHL-Saison 2004/05 setzte der Finne mit dem Eishockey aus. Nach Wiederaufnahme des Spielbetriebs in der NHL erhielt der Linksschütze einen Vertrag bei der Colorado Avalanche, für die er bis 2007 aktiv war. Zudem spielte er in der Saison 2006/07 für deren AHL-Farmteam, die Albany River Rats.
Nach 14 Jahren in Nordamerika kehrte Laaksonen im Sommer 2007 nach Europa zurück, wo er von Fribourg-Gottéron aus der Schweizer National League A verpflichtet wurde, die er nach nur einem Jahr bereits wieder verließ, um in seiner finnischen Heimat für Lukko Rauma zu spielen, wo er 2010 seine Karriere beendete.

### International
Für Finnland nahm Laaksonen an der U20-Junioren-Weltmeisterschaft 1993, sowie den Weltmeisterschaften 2001 und 2004 teil. Des Weiteren stand er im Aufgebot Finnlands beim World Cup of Hockey 2004, sowie den Olympischen Winterspielen 2006 in Turin.

## Erfolge und Auszeichnungen
- 1993 Finnischer Vizemeister mit HPK Hämeenlinna
- 1996 WCHA Second All-Star Team
- 1999 Calder-Cup-Gewinn mit den Providence Bruins

### International
- 2001 Silbermedaille bei der Weltmeisterschaft
- 2004 2. Platz beim World Cup of Hockey
- 2006 Silbermedaille bei den Olympischen Winterspielen